# Лонг-Крік (Орегон)
Лонг-Крік (англ. Long Creek) — місто (англ. city) в США, в окрузі Грант штату Орегон. Населення — 173 особи (2020).

## Географія
Лонг-Крік розташований за координатами 44°42′51″ пн. ш. 119°6′15″ зх. д. / 44.71417° пн. ш. 119.10417° зх. д. (44.714152, -119.104245).  За даними Бюро перепису населення США в 2010 році місто мало площу 2,65 км², уся площа — суходіл.

### Клімат
| Клімат : Лонг-Крік      | Клімат : Лонг-Крік | Клімат : Лонг-Крік | Клімат : Лонг-Крік | Клімат : Лонг-Крік | Клімат : Лонг-Крік | Клімат : Лонг-Крік | Клімат : Лонг-Крік | Клімат : Лонг-Крік | Клімат : Лонг-Крік | Клімат : Лонг-Крік | Клімат : Лонг-Крік | Клімат : Лонг-Крік | Клімат : Лонг-Крік |
| Показник                | Січ.               | Лют.               | Бер.               | Квіт.              | Трав.              | Черв.              | Лип.               | Серп.              | Вер.               | Жовт.              | Лист.              | Груд.              | Рік                |
| Абсолютний максимум, °C | 17,2               | 20,6               | 24,4               | 31,1               | 34,4               | 36,1               | 41,1               | 42,2               | 36,7               | 31,1               | 23,9               | 18,3               | 42,2               |
| Середній максимум, °C   | 4,3                | 7,2                | 10,0               | 13,3               | 18,2               | 23,0               | 28,3               | 28,2               | 23,6               | 16,7               | 8,9                | 4,4                | 15,5               |
| Середній мінімум, °C    | −5,6               | −4,2               | −2,9               | −1,1               | 2,2                | 5,1                | 7,4                | 7,1                | 3,8                | 0,5                | −2,6               | −5,6               | 0,3                |
| Абсолютний мінімум, °C  | −30,6              | −29,4              | −16,7              | −12,8              | −8,3               | −5,6               | −2,2               | −3,3               | −8,3               | −18,3              | −23,3              | −31,7              | −31,7              |
| Норма опадів, мм        | 41                 | 28                 | 36                 | 39                 | 45                 | 35                 | 15                 | 18                 | 19                 | 33                 | 45                 | 41                 | 395                |
| Днів з опадами          | 11                 | 9                  | 10                 | 10                 | 9                  | 7                  | 3                  | 3                  | 4                  | 7                  | 10                 | 10                 | 93,0               |
| ----------------------- | ------------------ | ------------------ | ------------------ | ------------------ | ------------------ | ------------------ | ------------------ | ------------------ | ------------------ | ------------------ | ------------------ | ------------------ | ------------------ |
| Джерело:                |                    |                    |                    |                    |                    |                    |                    |                    |                    |                    |                    |                    |                    |

## Демографія
Згідно з переписом 2010 року, у місті мешкало 197 осіб у 84 домогосподарствах у складі 52 родин. Густота населення становила 74 особи/км².  Було 112 помешкання (42/км²).
Расовий склад населення:
| - 94,4 % — білих - 1,5 % — корінних американців |

До двох чи більше рас належало 3,6 %. Частка іспаномовних становила 5,6 % від усіх жителів.
За віковим діапазоном населення розподілялося таким чином: 20,8 % — особи молодші 18 років, 60,9 % — особи у віці 18—64 років, 18,3 % — особи у віці 65 років та старші. Медіана віку мешканця становила 47,2 року. На 100 осіб жіночої статі у місті припадало 93,1 чоловіків;  на 100 жінок у віці від 18 років та старших — 100,0 чоловіків також старших 18 років.
Середній дохід на одне домашнє господарство  становив 62 158 доларів США (медіана — 43 438), а середній дохід на одну сім'ю — 64 802 долари (медіана — 64 063). За межею бідності перебувало 22,0 % осіб, у тому числі 23,1 % дітей у віці до 18 років та 14,3 % осіб у віці 65 років та старших.
Цивільне працевлаштоване населення становило 59 осіб. Основні галузі зайнятості: науковці, спеціалісти, менеджери — 15,3 %, роздрібна торгівля — 13,6 %, мистецтво, розваги та відпочинок — 13,6 %.